# Џералд П. Кар
Џералд Пол Кар (енгл. Gerald Paul Carr; Денвер, 22. август 1932 — Олбани, 26. август 2020) био је амерички пилот и астронаут. Изабран је за астронаута 1966. године.

## Биографија
Пре него што је изабран за астронаута, летео је као борбени пилот у Маринцима, којима се придружио по завршетку факултета 1954, где је био стипендиста Морнарице. По регрутацији, прошао је основну маринску обуку, а затим послат на летачки тренинг, и квалификован је као морнарички пилот. Летео је бројним типовима авионима широм Америке и Далеког истока. НАСА га је селектовала као астронаута у оквиру пете групе 1966. године.
У свемир је полетео једном, као командант Скајлаба 4. Један је од ретких астронаута који су добили прилику да командују својим првим летом. Мисија Скајлаба 4 ушла је у књиге и као мисија на којој је спроведен први штрајк у свемиру, будући да су се због густог распореда и мноштва обавеза, астронаути побунили и прекинули комуникацију са Контролом мисије у Хјустону, а све како би се одморили.
Никада не бисмо радили 16 часова дневно 84 дана заредом на земљи, и од нас не треба очекивати да то радимо овде, у свемиру.— Џери Кар Контроли мисије пред штрајк
Захваљујући дужини мисије, провео је до тада рекордна 84 дана у свемиру. Убрзо након лета се пензионисао. Ипак, пре него што је одређен за боравак на Скајлабу, био је предвиђен као пилот лунарног модула за лет Апола 19 на Месец (као што је његов колега са Скајлаба, Вилијам Поуг, био за пилота командног модула, а Фред Хејз за команданта), али је ова мисија отказана 1970. године. Био је члан помоћних посада за мисије Аполо 8 и Аполо 12.
Током каријере је забележио 8.000 часова лета, од тога 5.365 на млазњацима.
Рођен у Колораду, одрастао је у Санта Ани, Калифорнија. По завршетку средње школе 1950. године, Кар је ступио у Америчку ратну морнарицу, и као стипендиста послат на студије машинства на Универзитет Јужне Калифорније. Дипломирао је 1954. године. Током војне службе стекао је диплому и ваздухопловног инжењера на Морнаричкој постдипломској школи 1961, док је годину дана касније магистрирао из исте области на Универзитету Принстон. Кар је у младости био члан Младих извиђача САД и имао је највиши чин, Eagle Scout.
Маринце је напустио 1975. у чину пуковника, а НАСА-у 25. јуна 1977. године. По повлачењу, посветио се приватном бизнису, консалтингу и свету привреде.
Био је члан неколико кућа славних и носилац бројних друштвених признања, цивилних и војних одликовања. Џералд Кар је преминуо 26. августа 2020. године у Олбанију, Њујорк. Имао је 88 година. Женио се два пута и има шесторо деце из првог брака.

## Галерија
- Кар (у средини) са посадом Скајлаба 4, 1973. године
- Кар пред лет Скајлаба 4, 1973. године
- Кар и колега Бил Поуг (окренут наглавачке) током мисије, 1974. године
- Кар у току мисије, 1974. године